# Côte de la Fontaine de Jouvence
Côte de la Fontaine de la Jouvence is een helling in Binche in de Belgische provincie Henegouwen. De voet van de helling bevindt zich nabij de ruïnes van het paleis van Maria van Hongarije.

## Wielrennen
De helling is opgenomen in de Cotacol Encyclopedie met de 1.000 zwaarste beklimmingen van België. Ze maakt jaarlijks deel uit van de wielertoeristentocht Les Cotacols du Centre.